# غراهام بيتش
غراهام بيتش (بالإنجليزية: Graham Beech)‏ هو مجدف بريطاني، ولد في القرن العشرين، وتوفي في 10 مايو 1993.